# 若昂·因凡特
若昂·因凡特（葡萄牙語：João Infante）是一位15世纪活跃在非洲大陆海岸的葡萄牙探险家。1487-1488年间，他作为一艘名为“圣潘塔莱昂”号的船的船长参加了巴尔托洛梅乌·迪亚士的探险，并在这次探险中和迪亚士一起发现了好望角。在后来瓦斯科·达伽马远征印度的航行中，他同样率领“圣潘塔莱昂”号成为了该舰队的一员。
他的父亲努诺·特里斯唐是葡萄牙王子亨利手下的一名航海家。若昂·因凡特子承父业，也成为了一位卓有成就的航海家。他在向几内亚南方航行了120里格之后发现了一条河流，即因凡特河，也就是今天的大魚河。
据说因凡特生性暴躁，他也因此曾被葡萄牙短暂流放过两次。他已婚并育有一子名为努诺·因凡特，但他的妻子姓名不得而知。他死后被安葬在圣塔伦的圣克鲁斯教堂圣坛墓。